# Saison 9 de Mon oncle Charlie
Chronologie
Saison 8 Saison 10
Cet article présente la neuvième saison de la série télévisée Mon oncle Charlie (Two and a Half Men).
Cette saison est marquée par le départ de Charlie Sheen (Charlie Harper) congédié de la série pour conduite inacceptable envers les producteurs et les équipes.

## Distribution

### Acteurs principaux
- Jon Cryer (VF : Lionel Tua) : Alan J Harper
- Ashton Kutcher (VF : Benjamin Pascal) : Walden Schmidt
- Angus T. Jones (VF : Alexandre Nguyen) : Jake Harper
- Holland Taylor (VF : Maaike Jansen) : Evelyn Harper
- Conchata Ferrell (VF : Élisabeth Margoni) : Berta Hernandez
- Marin Hinkle (VF : Élisabeth Fargeot) : Judith Harper-Melnick

### Acteurs récurrents
- Ryan Stiles (VF : Patrice Dozier) : Herb Melnick (épisode 1, 3, 9, 24)
- Judy Greer (VF : Anne Massoteau) : Bridget Schmidt (épisodes 2 à 4, 6, 11, 13, 18, 20, ) et Danny (épisode 6)
- Courtney Thorne-Smith (VF : Véronique Alycia) : Lyndsey McElroy (épisodes 4 et 5, 9, 14, 16 et 17, 19 à 24)
- Sophie Winkleman (VF : Barbara Delsol) : Zoey Hyde-Tottingham-Pierce (épisodes 10 à 17, 20 à 23)
- Graham Patrick Martin (VF : Thomas Sagols) : Eldridge (épisodes 12, 14 et 15, 19 à 21, 23 et 24)
- Talyan Wright (VF : Clara Quilichini) : Ava (épisodes 15, 20 à 22)

### Invités
- Jenny McCarthy (VF : Vanina Pradier)  : Courtney (épisodes 1 et 4)
- Emmanuelle Vaugier (VF : Naïké Fauveau) : Mia (épisode 1)
- Martin Mull (VF : Michel Prud'homme) : Russell (épisode 1)
- Melanie Lynskey (VF : Natacha Muller) : Rose (épisodes 1 et 11)
- Jennifer Taylor (VF : Ariane Deviègue) : Chelsea (épisode 1)
- Nicholas Gonzalez (VF : Didier Cherbuy) : Baker (épisodes 4 et 5)
- Jane Lynch (VF : Danièle Servais)  : Dr. Linda Freeman (épisode 6)
- Macey Cruthird : Megan (épisode 7 à 9)
- Rebecca McFarland : Leanne (épisodes 8 et 18)
- Gary Busey : lui-même (épisode 9)
- Robert Clotworthy : Pilot V.O. (épisodes 11 et 17)
- Mimi Rogers (VF : Pauline Larrieu) : Robin (épisodes 12 et 13)
- Matthew Marsden (VF : Éric Aubrahn) : Nigel (épisodes 15 et 17)
- Patton Oswalt (VF : Jérôme Wiggins) : Billy Stanhope (épisode 18 et 24)
- Georgia Engel : Jean (épisodes 19 et 20)
- Kathy Bates (VF : Denise Metmer) : Charlie Harper "fantôme" (épisode 22)

## Synopsis
À la suite de la mort de Charlie, Alan n’a pas d’autre choix que de vendre la maison puisqu’il n’a pas les moyens de l’acheter ni de rembourser les hypothèques. Au moment où Alan parle avec Charlie qui se trouve dans une urne (après son incinération), Walden Schmidt débarque entièrement mouillé sur la terrasse car ce dernier a voulu se suicider au moment où sa femme lui a demandé le divorce. Alan l’invite à rentrer et c’est ainsi qu’une nouvelle aventure commence.

## Épisodes

### Épisode 1:Enchanté de vous connaître, Walden Schmidt!
- États-Unis /  Canada : 19 septembre 2011 sur CBS / CTV[1]
- France : 1er avril 2012 sur Comédie+[2]
- Québec : sur V
- Suisse : sur TSR1

- États-Unis : 28,74 millions de téléspectateurs[3] (première diffusion)
- Canada : 4,906 millions de téléspectateurs[4],[5]

- Jenna Elfman (Dharma Montgomery)
- Thomas Gibson (Greg Montgomery)
- John Stamos (lui-même)
- Tricia Helfer (Gail)
- Katherine LaNasa (Lydia)
- Jenny McCarthy (Courtney)
- Jodi Lyn O'Keefe (Isabella)
- Missi Pyle (Miss Pasternak)
- Jeri Ryan (Sherri)
- Jennifer Taylor (Chelsea)
- Liz Vassey (Michelle)
- Emmanuelle Vaugier (Mia)
- Melanie Lynskey (Rose)
- Joel Murray (Doug)
- Alexis Krause (Kelly)
- Angelique Cabral (Shannon)
- Martin Mull (Russell)
- Denise Richards (Lisa)

### Épisode 2:Les mectons qui aiment les œilletons
- États-Unis /  Canada : 26 septembre 2011 sur CBS / CTV Two[6]
- France : 1er avril 2012 sur Comédie+

- États-Unis : 20,52 millions de téléspectateurs[7] (première diffusion)
- Canada : 2,14 millions de téléspectateurs[8]

- Stephanie Jacobsen (Penelope)

### Épisode 3:Les grandes filles ne jouent pas avec la nourriture
- États-Unis /  Canada : 3 octobre 2011 sur CBS / CTV Two
- France : 21 octobre 2012 sur Comédie+[9]

- États-Unis : 17,71 millions de téléspectateurs[10] (première diffusion)
- Canada : 1,813 million de téléspectateurs[11]

- Nicole J. Butler (Mother)
- Amira Elliby (Six Year-Old Girl)
- Emile Ballard (Toddler)

### Épisode 4:Neuf doigts magiques
- États-Unis /  Canada : 10 octobre 2011 sur CBS / CTV Two

- États-Unis : 16,2 millions de téléspectateurs[12] (première diffusion)
- Canada : 1,591 million de téléspectateurs[13]

- Nicholas Gonzalez (Baker)
- Nikki Novak (Naomi)

Toujours très abattu de sa rupture avec Bridget, Walden décide qu'il est temps de commencer à chercher la nouvelle Mme Schmidt. Il rencontre Courtney (Jenny McCarthy) dans un bar et les deux finissent par très bien s'entendre. Ils entament alors une relation superficielle, un peu comme celle que Charlie et Courtney partageaient. Alan, qui sait que Courtney est une escroc, décide de se confronter à elle par rapport au fait qu'elle profite de Walden qui, de son côté, a le cœur brisé. Courtney décide d'ignorer Alan. Ce dernier appelle Bridget et lui explique la situation. Bridget arrive et Walden est obligé de choisir entre Courtney, avec qui il prend beaucoup de plaisir au niveau charnel, et Bridget, celle qu'il aime vraiment. Après une hésitation, Walden choisit Bridget qui lui révèle que Courtney est une escroc et donne 50 000 $ à cette dernière pour laisser Walden tranquille.

### Épisode 5:Un chat géant tenant un churro
- États-Unis /  Canada : 17 octobre 2011 sur CBS / CTV Two

- États-Unis : 15,14 millions de téléspectateurs[14] (première diffusion)
- Canada : 1,512 million de téléspectateurs[15]

- Nicholas Gonzalez (Baker)
- Nikki Novak (Naomi)

Alan découvre que Lyndsey a joué dans un film porno étant plus jeune et se met en colère contre elle. Ils finissent alors par avoir une conversation sur l'honnêteté et Alan lui révèle beaucoup de secrets à propos de sa vie (notamment les boucles d'oreilles en diamant volées de la boîte à bijoux de Judith, la possibilité d'être le père du bébé de Judith et Herb...). Dégoûtée, Lyndsey le jette dehors et le quitte.
Walden, inspiré par le film porno de Lyndsey "Cinnamon Buns", apprend à faire des gâteaux. Il fait alors des brownies fourrés au cannabis (space cake) et organise une soirée pour qu'Alan se sente mieux.
Lyndsey vient frapper chez Walden pour s'excuser auprès d'Alan, sauf que ce dernier est recouvert de crème chantilly et entouré de filles en bikini prêtes à enlever ce qui est sur son corps. Walden décide de le balancer par-dessus le balcon pour éviter de mentir à Lyndsey et lui dire qu'il n'est vraiment pas là.

### Épisode 6:Ne pas m'asseoir sur la lunette
- États-Unis /  Canada : 24 octobre 2011 sur CBS / CTV Two

- États-Unis : 15,29 millions de téléspectateurs[16] (première diffusion)
- Canada : 1,586 million de téléspectateurs[17]

- Jane Lynch (Dr. Freeman)
- Joe Manganiello (Alex)
- Monika Smith (Kiki)
- Shon Little (Cashier)
- Thompson Howell (Movie Announcer V.O.)

### Épisode 7:Ces toilettes japonaises démentes
- États-Unis /  Canada : 31 octobre 2011 sur CBS / CTV Two

- États-Unis : 13,9 millions de téléspectateurs[18] (première diffusion)
- Canada : 1,431 million de téléspectateurs[19]

- Macey Cruthird (Megan)

### Épisode 8:Merci pour le coït
- États-Unis /  Canada : 7 novembre 2011 sur CBS / CTV Two

- États-Unis : 14,71 millions de téléspectateurs[20] (première diffusion)
- Canada : 1,431 million de téléspectateurs[21]

- Rebecca McFarland (Leanne)
- Amanda Schull (Alicia)
- Taylor Cole (Melanie)
- Macey Cruthird (Megan)
- Zaid Farid (James)
- Michael Bailey Smith (Dave)
- Brian Keith Russell (Thomas)

### Épisode 9:Le book de Frodo
- États-Unis /  Canada : 14 novembre 2011 sur CBS / CTV Two

- États-Unis : 14,77 millions de téléspectateurs[22] (première diffusion)
- Canada : 1,451 million de téléspectateurs[23]

- Gary Busey (lui-même)
- Macey Cruthird (Megan)
- Vernee Watson (Nurse Phyllis)
- Nicole Steinwedell (Veronica)

### Épisode 10:Un bocal à poisson rempli d'yeux de verre
- États-Unis /  Canada : 21 novembre 2011 sur CBS / CTV

- États-Unis : 15,82 millions de téléspectateurs[24] (première diffusion)
- Canada : 2,526 millions de téléspectateurs[25]

- Jonathan Banks (Pawn Broker)

### Épisode 11:Divine, cette piste d'atterrissage
- États-Unis /  Canada : 5 décembre 2011 sur CBS / CTV

- États-Unis : 15,18 millions de téléspectateurs[26] (première diffusion)
- Canada : 2,246 millions de téléspectateurs[27]

- Melanie Lynskey (Rose)
- Karen McClain (Chrissy)
- Jeff Staron (Barista)
- Robert Clotworthy (Pilot V.O.)

### Épisode 12:Au premier faux pas le Zimbabwe!
- États-Unis /  Canada : 12 décembre 2011 sur CBS / CTV

- États-Unis : 14,88 millions de téléspectateurs[28] (première diffusion)
- Canada : 2,069 millions de téléspectateurs[29]

- Mimi Rogers (Robin)
- Jim Piddock (Edward)
- Jane Carr (Sharon)

### Épisode 13:Doucement et de façon circulaire
- États-Unis /  Canada : 2 janvier 2012 sur CBS / CTV

- États-Unis : 13,94 millions de téléspectateurs[30] (première diffusion)
- Canada : 2,061 millions de téléspectateurs[31]

- Mimi Rogers (Robin)
- Chuck Lacey (Martin)
- Michael Medico (Bartender)

### Épisode 14:Un opossum sous chimio
- États-Unis /  Canada : 16 janvier 2012 sur CBS / CTV

- États-Unis : 13,02 millions de téléspectateurs[32] (première diffusion)
- Canada : 1,935 million de téléspectateurs[33]

- Travis Van Winkle (Dylan)

### Épisode 15:La duchesse de nulle-au-pieu
- États-Unis /  Canada : 6 février 2012 sur CBS / CTV Two

- États-Unis : 13 millions de téléspectateurs[34] (première diffusion)
- Canada : moins de 1,13 million de téléspectateurs

- Matthew Marsden (Nigel)
- Sonia Jackson (Andrea)
- Hira Ambrosino (Kim)

### Épisode 16:Soûlerie, sonnets et sodomie
- États-Unis /  Canada : 13 février 2012 sur CBS / CTV Two

- États-Unis : 12,45 millions de téléspectateurs[35] (première diffusion)
- Canada : 1,328 million de téléspectateurs[36]

### Épisode 17:Pas dans ma bouche!
- États-Unis /  Canada : 20 février 2012 sur CBS / CTV Two

- États-Unis : 13,33 millions de téléspectateurs[37] (première diffusion)
- Canada : 1,413 million de téléspectateurs[38]

- Matthew Marsden (Nigel)
- Sara Erikson (Jennifer)
- Robert Clotworthy (Pilot V.O.)

### Épisode 18:En guerre contre la gingivite
- États-Unis /  Canada : 27 février 2012 sur CBS / CTV Two

- États-Unis : 11,92 millions de téléspectateurs[39] (première diffusion)
- Canada : 1,233 million de téléspectateurs[40]

- Patton Oswalt (Billy)
- Rebecca McFarland (Leanne)
- Ryan Kelley Mexico Halloween

### Épisode 19:Palmdale, beurk!
- États-Unis /  Canada : 19 mars 2012 sur CBS / CTV

- États-Unis : 11,47 millions de téléspectateurs[41] (première diffusion)
- Canada : 1,119 million de téléspectateurs[42]

- Georgia Engel (Jean)
- Brian Stepanek (Arthur)
- Caitlin Harris (Lauren)
- Christina Sherer (Jenny)

### Épisode 20:Le mille-feuille de grand-mère
- États-Unis : 9 avril 2012 sur CBS
- Canada : 12 avril 2012 sur CTV

- États-Unis : 10,4 millions de téléspectateurs[43] (première diffusion)
- Canada : 1,28 million de téléspectateurs[44]

- Georgia Engel (Jean)
- Talyan Wright (Ava)

### Épisode 21:Ma trompe du bas
- États-Unis : 16 avril 2012 sur CBS
- Canada : 19 avril 2012 sur CTV

- États-Unis : 11,22 millions de téléspectateurs[45] (première diffusion)
- Canada : 1,323 million de téléspectateurs[46]

- Talyan Wright (Ava)

### Épisode 22:C'est pour ça qu'on finit par devenir pédés
- États-Unis : 30 avril 2012 sur CBS
- Canada : 3 mai 2012 sur CTV

- États-Unis : 11,32 millions de téléspectateurs[47] (première diffusion)
- Canada : 1,672 million de téléspectateurs[48]

- Kathy Bates (Charlie Harper "fantôme")
- Talyan Wright (Ava)
- Vernee Watson (Dr. Kim)
- Abbie Cobb (Gabby)
- Jacqueline Lord (Lady #1)
- Abby Pivaronas (Lady #2)

### Épisode 23:La paille dans le trou de mon boudin
- États-Unis : 7 mai 2012 sur CBS
- Canada : 10 mai 2012 sur CTV

- États-Unis : 11,43 millions de téléspectateurs[49] (première diffusion)
- Canada : 1,61 million de téléspectateurs[50]

- Jason Alexander (Dr. Goodman)
- Alicia Hannah (Lotus)

### Épisode 24:Oh la!, Al Qaida!
- États-Unis /  Canada : 14 mai 2012 sur CBS[51] / CTV

- États-Unis : 11,55 millions de téléspectateurs[52] (première diffusion)
- Canada : 1,064 million de téléspectateurs[53]

- Patton Oswalt (Billy)
- Richard F. Whiten (Sergeant Preston)
- Alan Brhan Sapp (Drill Sergeant - O.C.)
- Chase Austin (Slacker #1)
- Ryan Heinke (Slacker #2)